# Chenopodium standleyanum
Chenopodium standleyanum är en amarantväxtart som beskrevs av Paul Aellen. Chenopodium standleyanum ingår i släktet ogräsmållor, och familjen amarantväxter. Inga underarter finns listade i Catalogue of Life.

## Bildgalleri

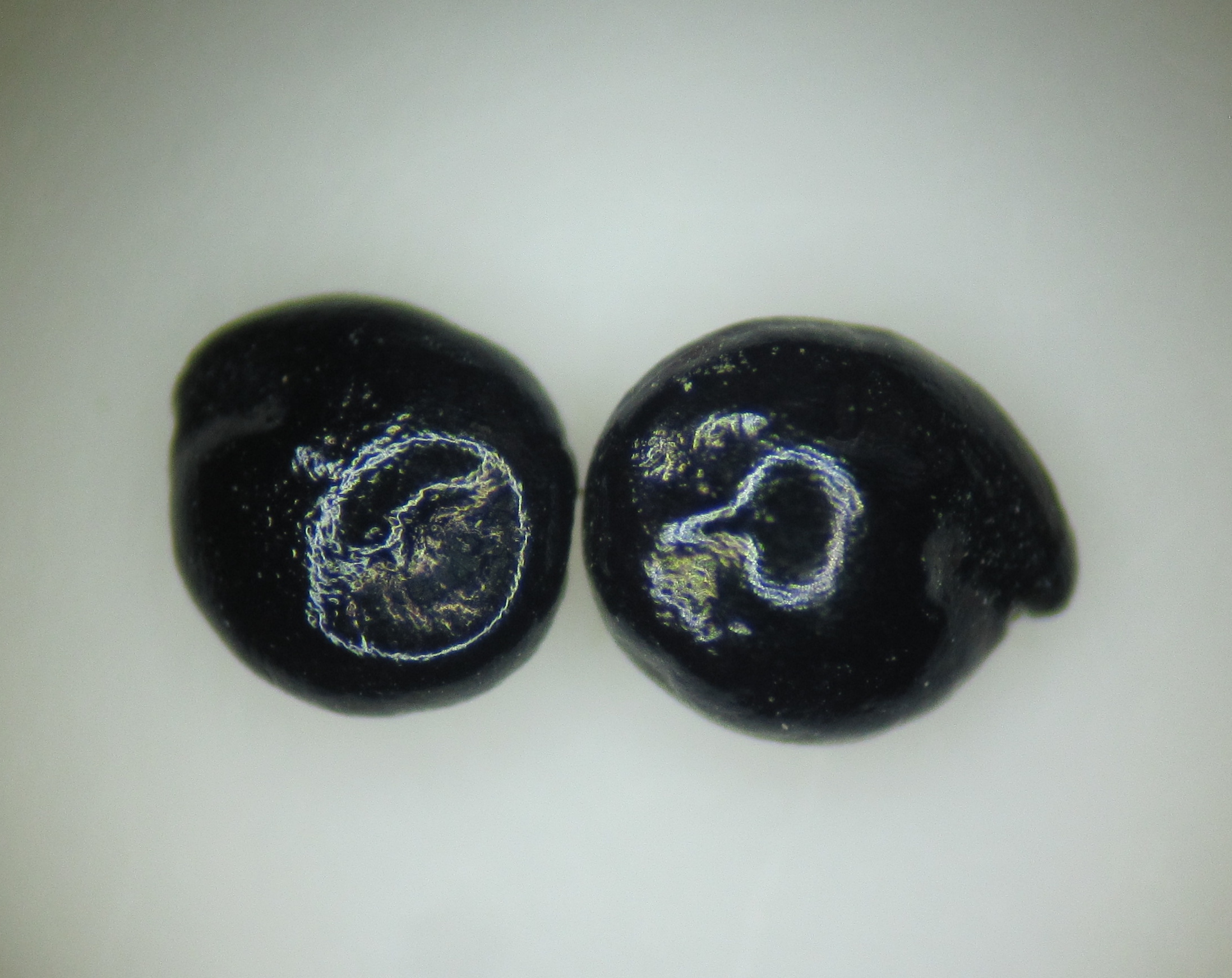